# 베에렌베르크 화산
베에렌베르크 화산(Beerenberg)은 노르웨이령 얀마옌섬의 북부에 있는 성층 활화산이다. 이 산은 해발 2,777미터의 높이로, 얀마옌섬의 최고봉이다.높이는 2,277 m (7,470 ft)이며, 세계 최북단  활화산이다. 이곳에는 약 1 km (0.6 mi)폭의 얼음으로 가득 찬 칼데라호가 있다. 최고봉인 하콘 7세봉의 테두리를 따라 수많은 봉우리들이 서쪽에 있다.
화산의 위쪽 경사면은 대부분 얼음으로 덮여 있으며, 바다에 도달하는 5개의 주요 빙하를 포함한 여러 개의 빙하가 있다. 가장 긴 빙하는 Weyprecht Glacier이다. 이 빙하는 분화구 테두리의 북서부를 관통하는 구멍을 통해 정상 분화구에서 흘러나와 바다까지 뻗어 있다.
베에렌베르크 화산은 주로 용암의 흐름으로 구성되며, 소량의 테프라가 흐른다. 경사를 따라 수많은 신호 원뿔이 형성되어 있다.
이 화산의 가장 마지막 폭발은 1985년에 일어났다. 1980년에 있었던 2번의 분화는 둘 다 산의 북동쪽에 있는 균열에서 발생한 측면 분출이었다. 또한 20세기 이전 이 화산은 1732년, 1818년, 1851년에 분화했다.